# Rudolf Meidner
Rudolf Alfred Meidner (geboren 23. Juni 1914 in Breslau; gestorben 9. Dezember 2005 in Lidingö, Schweden) war ein schwedischer Ökonom.

## Leben
Als deutscher Jude und Sozialist emigrierte er nach dem Reichstagsbrand nach Schweden, wo er 1943 Staatsbürger wurde. Er studierte bei dem Nobelpreisträger Gunnar Myrdal.
Als exponiertes Mitglied der schwedischen Sozialdemokratie und Chefökonom des schwedischen Gewerkschaftsbundes LO (Landsorganisationen i Sverige) erarbeitete er zusammen mit dem Ökonomen Gösta Rehn ein Konzept, das sogenannte Rehn-Meidner-Modell, das über zwei Jahrzehnte die aktive Arbeitsmarktpolitik der sozialdemokratischen Regierung und die „solidarische Lohnpolitik“ der schwedischen Gewerkschaften bestimmte. Das von ihm erarbeitete Konzept der überbetrieblichen „Arbeitnehmerfonds“ sah eine 20-prozentige Abschöpfung der Gewinne der großen Unternehmen vor, die von der egalitären Lohnpolitik profitierten. 1974 von den schwedischen Gewerkschaften zum Programm erhoben, wurden sie 1983 von der sozialdemokratischen Regierung eingeführt, aber 1990 von der konservativen Regierung wieder abgeschafft.
Meidner war lange Jahre Schriftleiter der vom Arbetslivcentrum („The Swedish Center for Working Life“) in Stockholm herausgegebenen Zeitschrift Economic and Industrial Democracy.